# 花が咲けば、月を想い
『花が咲けば、月を想い』（はながさけば つきをおもい、韓国語：꽃 피면 달 생각하고）は、2021年12月20日から2022年2月22日まで、KBS2で放送された大韓民国のテレビドラマである。全16話。

## 概要
出世のため漢陽に上京し、優秀な司憲府の監察ナム・ヨンをユ・スンホ、100両の借金を返すためにお酒を造り始める貧しい両班の娘カン・ロソをイ・ヘリ (Girl's Day)、世子イ・ピョをピョン・ウソク、兵曹判書の一人娘ハン・エジンを
カン・ミナ（元gugudan）が演じる。
日本では、2022年8月20日よりKNTVにて初放送
。また2023年12月25日よりU-NEXTにて全24話に編集されて独占配信が開始した。

## あらすじ
厳しい禁酒令の時代。突然100両の借金をした貧しい両班の娘ロソ（イ・ヘリ）と、一家のために出世しなければならないヨン（ユ・スンホ）。そして満たされないため宮廷の塀を越えた世子ピョ（ピョン・ウソク）。3人が絡み合いながら朝鮮を覆す悪縁が始まる…。

## 登場人物

### 主要人物
ナム・ヨン：ユ・スンホ
知徳体（知育・徳育・体育）と美しさを兼ね備えたエリート監察官。家門の復興のために漢陽に上京した優秀な司憲府の監察。
カン・ロソ：イ・ヘリ
借金を返すためにお酒を造り始める朝鮮版ガールクラッシュ（女性が女性に憧れること）。
イ・ピョ：ピョン・ウソク
恋に落ちた酒好きの世子。
ハン・エジン：カン・ミナ
好奇心旺盛な朝鮮最高の美女。
ヨン・ジョムン：チャン・グァン
領議政（ヨンイジョン）。シフムと敵対する。
イ・シフム：チェ・ウォニョン
都承旨（トスンジ、承政院の最高責任者）。ピョの叔父。

### ヨンの周辺人物
ファン・ソユ：イム・ウォニ
司憲府の役人。
チュンゲ：キム・ギバン
ヨンの小間使い。
キム・ソクウォン：イ・シフン
司憲府の監察官。
ナム・テホ：イム・チョルヒョン
ヨンの養父。地方役人。

### ロソの周辺人物
カン・ヘス：ぺ・ユラム
ロソの兄。科挙を受験しようとしている。
チョン・グム：ソ・イェファ
ロソの友人。医女として鍛錬中である。

### 王宮の人物
イ・ガン：チョン・ソンイル
朝鮮国王。ピョの父親。
キョンビンイ氏：アン・シハ
ガンの側室。ピョの母親。元女官。
キム・オルドン：キム・ミンホ
ピョに使える内官。賎民出身。
王妃ヨン氏：ピョン・ソユン
ガンの継室。ジョムンの孫娘。

### その他
シム・ホン：ムン・ユガン
密輸業者。邪魔者は殺害している。
ウンシム：パク・アイン
漢陽で名を馳せる妓生。

## 放送日程
| 各話   | サブタイトル   | 放送日         | 配信でのサブタイトル |
| ------ | -------------- | -------------- | -------------------- |
| 第1話  | 出会いと酒     | 2021年12月20日 | 出会い               |
| 第2話  | 移動酒場       | 12月21日       | 密造酒               |
| 第3話  | 4月8日         | 12月27日       | 移動酒場             |
| 第4話  | 消えた痕跡     | 12月28日       | 氷室                 |
| 第5話  | 女たちの約束   | 2022年 1月 3日 | 4月8日               |
| 第6話  | 縁談           | 1月 4日        | 消えた痕跡           |
| 第7話  | 四角関係       | 1月10日        | 悪縁                 |
| 第8話  | ごめんなさい   | 1月11日        | 麒麟閣にて           |
| 第9話  | 南山の虎       | 1月17日        | 縁談                 |
| 第10話 | 共闘           | 1月18日        | 2つの厄              |
| 第11話 | 君を探して     | 1月24日        | 事業の始まり         |
| 第12話 | 帰りを待つ     | 1月25日        | 四角関係             |
| 第13話 | 満天下の人々へ | 2月 8日        | 地下通路             |
| 第14話 | 真犯人         | 2月 8日        | 虎の娘               |
| 第15話 | 申             | 2月21日        | 満月酒               |
| 第16話 | 酒を交わす時   | 2月22日        | 懸賞金               |
| 第17話 |                |                | 葬式                 |
| 第18話 |                |                | 借り受けた命         |
| 第19話 |                |                | 申                   |
| 第20話 |                |                | 黒幕                 |
| 第21話 |                |                | 父の捜査日誌         |
| 第22話 |                |                | 世子の選択           |
| 第23話 |                |                | 最後の頁             |
| 第24話 |                |                | 友と杯を交わせば     |